# Erioptera lilliputina
Erioptera lilliputina är en tvåvingeart som först beskrevs av Evgenyi Nikolayevich Savchenko 1972.  Erioptera lilliputina ingår i släktet Erioptera och familjen småharkrankar.
Artens utbredningsområde är Turkmenistan. Inga underarter finns listade i Catalogue of Life.